# Лінда Еванс
Лінда Еванс (англ. Linda Evans, при народженні Лінда Еванстед, англ. Linda Evenstad; нар. 18 листопада 1942, Гартфорд, Коннектикут) —   американська акторка театру, кіно та телебачення, найбільш відома за роллю Крістал Керрінгтон у телесеріалі «Династія» (1981—1989).

## Життєпис
Народилася 18 листопада 1942 року у місті Гартфорд, штат Коннектикут. Вона була другою з трьох доньок в родині Альба Еванстеда (1904—1958) та Арлін Дарт (1917—1969), професійних танцюристів. Прізвище її родини походить від назви невеликої ферми поблизу норвезького містечка Нес в губернії Гедмарк, звідки її прабабуся по батьковій лінії емігрувала до США у 1884 році разом з малим сином (дідом Еванс) та ще кількома родичами. Коли Лінді було 6 місяців, родина переїхала до Північного Голлівуду, Лос-Анджелес, де вона навчалася у Голлівудській старшій школі та вивчала драматичне мистецтво. Розпочавши акторську кар'єру, змінила прізвище на Еванс.
Її першою помітною роллю стала Ліз Макгевін в одному з епізодів серіалу «Батько-холостяк», де вона зіграла разом з Джоном Форсайтом. У 1960—1962 роках з'явилася в кількох епізодах серіалу «Пригоди Оззі та Гаррієт». 1963 року дебютувала в кіно в невеликій ролі у юридичній драмі «Сутінки честі» з Річардом Чемберленом, Ніком Адамсом та Клодом Рейнсом в головних ролях. Справжньою акторською удачею стала роль Одри Барклі в серіалі «Велика долина», яку вона виконувала у 1965—1969 роках. 1977 року разом з Ральфом Белламі зіграла у шпигунському серіалі «Гантер». 1979 року виконала роль Ельзи Ленг у трилері «Експрес під лавиною». 1980 року зіграла у вестерні «Том Горн» зі Стівом Макквіном.

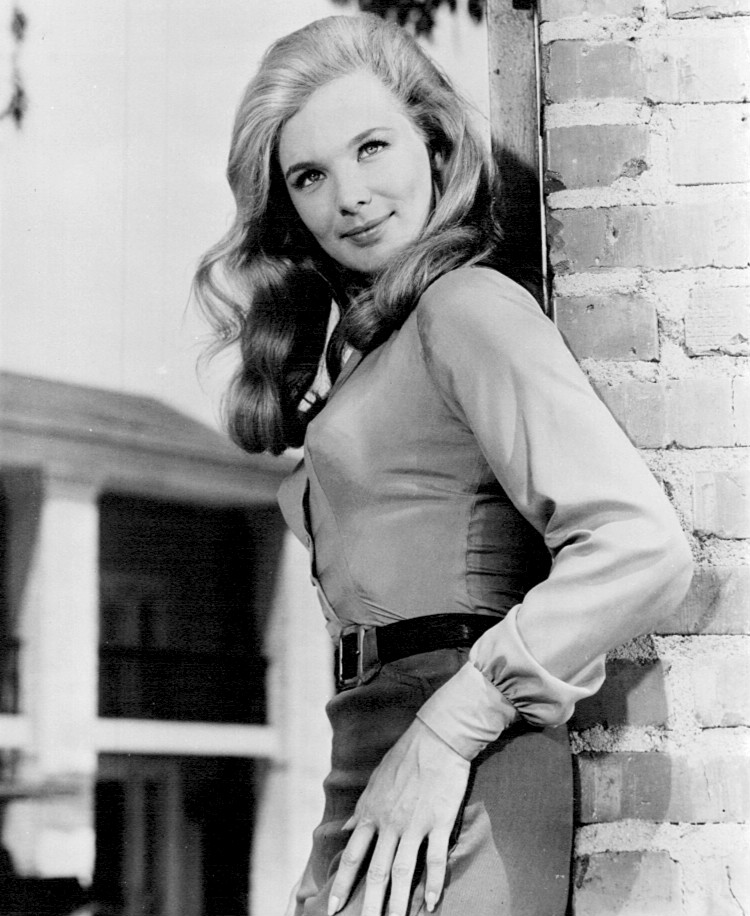
Еванс у серіалі «Велика долина», 1965

1981 року Еванс отримала одну з головних ролей у серіалі «Династія» Аарона Спеллінга, яку виконувала до 1989 року. Роль Крістал Керрінгтон, дружини нафтового магната Блейка Керрінгтона у виконанні Джона Форсайта, того ж року принесла їй премію Золотий глобус за найкращу жіночу роль у драматичному телесеріалі і номінації в цій же категорії з 1982-го по 1985 роки, 1983 року номінацію на премію Еммі у категорії Найкраща акторка у драматичному серіалі, премію Дайджест мильних опер у 1984-му та 1985 роках, а також премію Вибір народу п'ять років поспіль (1982—1986). У сезоні 1984/1985 року серіал, до головного акторського складу якого приєдналася Джоан Коллінз в ролі Алексіс Колбі, колишньої дружини Блейка, став шоу номер один на американському телебаченні. Еванс покинула серіал 1989 року, за чотири місяці до закриття, майже припинила зніматися і відкрила невелику мережу фітнес-центрів. Раніше, 1983 року, вона видала книгу «Краса і вправи Лінди Еванс» (англ. Linda Evans Beauty and Exercise). 1991 року повернулася на телеекрани у ролі Крістал в мінісеріалі «Династія: Повернення».
1987 року акторка удостоєна іменної зірки на Голлівудській алеї слави. 2005 року роль Лінди Еванс у серіалі «Династія: За лаштунками сексу, жадоби та інтриг» виконала Мелора Гардін.
У 2006–2007 роках гастролювала з виставою «Легенди!» (англ. Legends!) за п'єсою Джеймса Кірквуда-молодшого, де вона та Джоан Коллінз грали акторок-суперниць.

## Особисте життя
У підлітковому віці Еванс була заручена з Патриком Кертісом, племінником Біллі Вайлдера, в майбутньому продюсером та чоловіком Ракель Велч. Пізніше двічі була у шлюбі, кожен з яких завершився розлученням: у 1968—1973 з актором та фотографом Джоном Дереком, з яким почала зустрічатися 1965 року і розлучилася, коли стало відомо про його стосунки з 17-річною акторкою Бо Дерек; у 1975—1979 роках її чоловіком був Стен Герман, управитель нерухомості. У 1980—1984 роках в стосунках з ресторатором Джорджем Санто-П'єтро. У 1989—1998 роках в стосунках з грецьким музикантом Янні.
1971 року Еванс за наполяганням першого чоловіка знялася в еротичній фотосесії для журналу «Playboy». 1982 року, на хвилі успіху серіалу «Династія», фотографії було перевидано.

## Вибрана фільмографія
| Рік       |    | Українська назва         | Оригінальна назва                  | Роль                      |
| --------- | -- | ------------------------ | ---------------------------------- | ------------------------- |
| 1960      | с  | Батько-холостяк          | Bachelor Father                    | Ліз Макгевін              |
| 1960—1962 | с  | Пригоди Оззі та Гаррієт  | The Adventures of Ozzy and Harriet | різні персонажі           |
| 1963      | ф  | Сутінки честі            | Twilight of Honor                  | Еліс Клінтон              |
| 1965      | ф  | Ці Келловейзи            | Those Calloways                    | Бріді Меллотт             |
| 1965      | ф  | Пляжне бінго             | Beach Blanket Bingo                | Шугар Кейн                |
| 1965—1969 | с  | Велика долина            | The Big Valley                     | Одра Барклі               |
| 1974      | с  | Меннікс                  | Mannix                             | Лорна                     |
| 1975      | с  | Досьє детектива Рокфорда | The Rockford Files                 | Клер Прескотт / Одрі Вайт |
| 1975      | ф  | Мітчелл                  | Mitchell                           | Грета                     |
| 1977      | с  | Гантер                   | Hanter                             | Марті Шоу                 |
| 1979      | ф  | Експрес під лавиною      | Avalanche Express                  | Ельза Ленг                |
| 1980      | ф  | Том Горн                 | Tom Horn                           | Глендолен Кіммель         |
| 1980      | с  | Каскадери                | The Fall Gay                       | Камео                     |
| 1981—1989 | с  | Династія                 | Dynasty                            | Крістал Керрінгтон        |
| 1981—1984 | с  | Човен кохання            | The Love Boat                      | різні персонажі           |
| 1982      | тф | Оголений аромат          | Bare Essence                       | Боббі Ровен               |
| 1986      | с  | Північ і Південь 2       | North and South, Book 2            | Роуз Сенклер              |
| 1990      | тф | Вона обирає романтику    | She'll take Romance                | Джейн Макміллан           |
| 1991      | с  | Династія: Повернення     | Dynasty: The Reunion               | Крістал Керрінгтон        |
| 1995      | тф | Студія «Дезл»            | Dazzle                             | Сільвія Норберг Кілкуллен |
| 2021      | ф  | Лебедина пісня           | Swan Song                          | Ріта Паркер Слоан         |